# Бакичи (община Власеница)
Бакичи (на сръбски: Бакићи) е село в Босна и Херцеговина, разположено в община Власеница, в ентитета на Република Сръбска. Намира се на 435 метра надморска височина. Населението му според преброяването през 2013 г. е 59 души, от тях: 59 (100,00 %) сърби.

## Население
Численост на населението според преброяванията през годините:
- 1961 – 260 души
- 1971 – 213 души
- 1981 – 191 души
- 1991 – 116 души
- 2013 – 59 души